# 선통
선통(宣統, 1909년 ~ 1911년 12월 또는 1924년 11월)은 청나라 마지막 황제 선통제(宣統帝) 푸이의 연호이다.
선통 3년 11월 13일(1912년 1월 1일) 난징에 중화민국 임시정부가 세워진 후, 푸이는 선통 3년 12월 25일(1912년 2월 12일)에 황제 자리를 박탈당하였다. 하지만 중화민국이 제시한 청 황실 우대 조건에 따라 푸이에 대한 청조 황제의 칭호는 유지되었고, 황제 및 황족들이 생활하는 궁성 안에서는 선통 연호가 사용되고 있었다. 《청사고》에서도 중화민국 성립 이후의 기사에 민국이 아닌 선통 연호를 붙였다. 그러나 1924년 10월, 펑위샹에 의해 주도된 수도 혁명에서 청 황실에 대한 우대조건 수정안이 제시되어, 결국 푸이의 황제 존호는 폐지되었고 선통 연호의 사용도 불법화되었다.

## 개원
- 광서(光緖) 34년 10월 25일[1](그레고리력 1908년 11월 18일)에 연호를 선통(宣統)으로 정하고, 다음 해 1월 1일[2](그레고리력 1909년 1월 22일)에 개원함.[3][4][5]

- 선통(宣統) 3년 12월 25일[6](그레고리력 1912년 2월 12일)에 퇴위 조서를 반포를 하면서, 대내외적으로 선통 연호는 중지되었다.[7][4][5]

- 선통(宣統) 16년(1924년) 11월 5일에 개정된 《수정청실우대조건》(修正淸室優待條件)의 수락으로 비공식적으로 선통 연호가 사용 중지 되었다.[8][5]

## 연대 대조표
| 선통 | 서기(西紀) | 간지(干支) | 대한제국 연호  | 일본 연호         |
| 원년 | 1909년     | 기유(己酉) | 융희(隆熙) 3년 | 메이지(明治) 42년 |
| 2년  | 1910년     | 경술(庚戌) | 융희 4년       | 메이지 43년       |
| 3년  | 1911년     | 신해(辛亥) | -              | 메이지 44년       |

### 청나라 소조정
| 선통   | 서기 (西紀) | 간지 (干支) | 중화민국기원    | 일본 연호                           |                   |
| (4년)  | 1912년      | 임자 (壬子) | 민국(民國) 원년 | 메이지(明治) 45년 다이쇼(大正) 원년 |                   |
| (5년)  | 1913년      | 계축 (癸丑) | 민국 2년        | 다이쇼 2년                          |                   |
| (6년)  | 1914년      | 갑인 (甲寅) | 민국 3년        | 다이쇼 3년                          |                   |
| (7년)  | 1915년      | 을묘 (乙卯) | 민국 4년        | 다이쇼 4년                          |                   |
| (8년)  | 1916년      | 병진 (丙辰) | 민국 5년        | 다이쇼 5년                          |                   |
| (9년)  | 1917년      | 정사 (丁巳) | 민국 6년        | 다이쇼 6년                          |                   |
| (10년) | 1918년      | 무오 (戊午) | 민국 7년        | 다이쇼 7년                          |                   |
| 선통   | 서기 (西紀) | 간지 (干支) | 중화민국기원    | 일본 연호                           | 대한임시정부 연호 |
| (11년) | 1919년      | 기미 (己未) | 민국(民國) 8년  | 다이쇼(大正) 8년                    | 대한민국 원년     |
| (12년) | 1920년      | 경신 (庚申) | 민국 9년        | 다이쇼 9년                          | 대한민국 2년      |
| (13년) | 1921년      | 신유 (辛酉) | 민국 10년       | 다이쇼 10년                         | 대한민국 3년      |
| (14년) | 1922년      | 임술 (壬戌) | 민국 11년       | 다이쇼 11년                         | 대한민국 4년      |
| (15년) | 1923년      | 계해 (癸亥) | 민국 12년       | 다이쇼 12년                         | 대한민국 5년      |
| (16년) | 1924년      | 갑자 (甲子) | 민국 13년       | 다이쇼 13년                         | 대한민국 6년      |

## 동시대 연호

### 한국
- 융희(隆熙) 1907년 ~ 1910년

### 중국
- 민국(民國) 1912년 ~

### 베트남
- 주이떤(維新) (1907년 ~ 1916년)

### 일본
- 메이지(明治) (1868년 ~ 1912년)

## 같이 보기
- 중국의 연호 목록